# Fort Dodge (Iowa)
Fort Dodge es una ciudad ubicada en el condado de Webster en el estado estadounidense de Iowa. En el Censo de 2010 tenía una población de 25206 habitantes y una densidad poblacional de 596,77 personas por km².

## Geografía
Fort Dodge se encuentra ubicada en las coordenadas 42°30′35″N 94°10′32″O / 42.50972, -94.17556. Según la Oficina del Censo de los Estados Unidos, Fort Dodge tiene una superficie total de 42.24 km², de la cual 41.57 km² corresponden a tierra firme y (1.57%) 0.66 km² es agua.

## Demografía
Según el censo de 2010, había 25206 personas residiendo en Fort Dodge. La densidad de población era de 596,77 hab./km². De los 25206 habitantes, Fort Dodge estaba compuesto por el 89.75% blancos, el 5.46% eran afroamericanos, el 0.35% eran amerindios, el 0.84% eran asiáticos, el 0.02% eran isleños del Pacífico, el 1.38% eran de otras razas y el 2.19% pertenecían a dos o más razas. Del total de la población el 5.04% eran hispanos o latinos de cualquier raza.

## Personalidades
- Suzanne M. Bianchi, socióloga.
- Robert D. Blue, gobernador de Iowa.
- Nick Collison, baloncestista.
- Emil Lewis Holmdahl, militar.